# Cristești (Botoșani)
Pour les articles homonymes, voir Cristești.
Cristești est une commune du județ de Botoșani en Roumanie.